# 驾驶员专业能力证明书
駕駛員專業能力證明書是根据欧盟指令2003/59/EC，为巴士、客车与卡车驾驶员颁发的专业能力证明书（CPC），欧盟施行这一新制度的宗旨是未了改善道路交通安全，维持高标准的驾驶。